# Тейлор Ган Цзінь Ван
Тейлор Ган Цзінь Ван (Taylor Gun-Jin Wang, кит. трад. 王赣骏, спр. 王贛駿, піньїнь: Wáng Gànjùn, палл.: Ван Ганьцзюнь) — американський вчений і астронавт НАСА китайського походження, що зробив 1 космічний політ загальною тривалістю 7 діб 8 хвилин 47 секунд. Перший етнічний китаєць, який побував у космосі. 97-й астронавт США і 168-й космонавт планети.

## Переїзд на Тайвань
У 1952 році всією сім'єю переїхали на Тайвань. З 1963 року вивчав фізику в США. З 1972 року працював старшим науковим співробітником (Senior Research Scientist) в Лабораторії реактивного руху.

## Наукова кар'єра
Бакалавр фізичних наук (Каліфорнійський університет у Лос-Анджелесі, 1967), магістр (1968) і доктор наук (1971) з фізики (механіка рідини і фізика твердого тіла); з 1975 року громадянин США; потім професор в Університеті Вандербілт в Нешвіллі, Теннессі. Також проводив дослідження в умовах малої гравітації на літаку NASA KC-135. Одним з перших вивчав акустичну левітацію, є автором 200 статей у відкритій літературі та 28 патентів США.